# Богољуб Бјелица
Богољуб Бјелица (Врбас, 26. септембар 1956 — Београд 28. март 2013) био је српски правник и политичар. Бјелица је био министар за везе са Србима ван Србије у Влади Николе Шаиновића (1993–1994), заменик савезног министра одбране СР Југославије (1995), градоначелник Панчева (1992), заменик председника Социјалистичке партије Србије и један од најближих сарадника Слободана Милошевића.

## Биографија
Рођен је у породици досељеника из Херцеговине.
Породица се преселила у Приштину, где је Бјелица дипломирао на Правном факултету Универзитета у Приштини. Касније прелазе у Панчево. Тамо се запошљава као правник у Фабрици авиона Утва, панчевачкој Азотари и Служби друштвеног књиговодства (СДК).
Бјелица је био један од оснивача Социјалистичке партије Србије у Панчеву, 1990. године. Убрзо је постао председник Скупштине града Панчева, односно градоначелник, од маја до децембра 1992. године. Ту је водио и Савез југословенских патриота.
Преселио се у Београд и постао председник општинског одбора Социјалистичке партије Србије у Градској општини Стари град.
У Влади Николе Шаиновића од 1993. до 1994. године, обављао је дужност министра за везе са Србима ван Србије. Наредне године је био заменик савезног министра одбране, а током НАТО агресије на СР Југославију 1999. године је био помоћник начелника Управе за морал Војске Југославије. Његова канцеларије у згради Генералштаба је била погођена и уништена током бомбардовања.
На Четвртом конгресу Социјалистичке партије Србије 24. септембра 2000. године, изабран је за члана Главног одбора.
Од 30. марта до 1. априла 2001. године, налазио се непрекидно уз Слободана Милошевића у вили Мир, док је трајало његово хапшење. Према тврдњама Чедомира Јовановића, тадашњег шефа посланичке групе ДОС-а у Скупштини Србије који је дошао у вилу како би преговарао о предаји, Бјелица је извадио пиштољ, репетирао га и уперио у њега. Поједини наводе да је Бјелица имао задатак да, у случају уласка полицијских снага у вилу, ликвидира Милошевића и тако онемогући његово хапшење. Након што се Милошевић предао, Бјелица је са њим отишао у Централни затвор, да би тамо био ухапшен и започео штрајк глађу. Након три недеље штрајка, превезен је на Војномедицинску академију, где му је указана лекарска помоћ. Укупно је штрајковао глађу 38 дана.
На јесен 2001. године, основао је Комитет за одбрану Милошевића и био његов председник. Ово је био само почетак његовог ангажмана против пасивности СПС-а у погледу процеса против Милошевића у Хашком трибуналу, а убрзо је са Милорадом Вучелићем, Александром Вулином и Владимиром Кршљанином основао и Удружење "Слобода", за чијег председника је изабран.
У мају 2002. године, Слободан Милошевић је из Хашког трибунала предложио да се Бјелица именује за потпредседника СПС, али је предлог одбачен. Уместо тога, постављен је за председника Извршног одбора Главног одбора. Намера је била да буде на челу високих партијских функционера који ће елиминисати реформско крило (предвођено Ивицом Дачићем) и поново учврстити Милошевићев утицај у партији.
Како је са тим ишло тешко, Милошевић је сменио Мирка Марјановића са места заменика председника Социјалистичке партије Србије и на то место именовао Богољуба Бјелицу.
На Шестом конгресу Социјалистичке партије Србије, који је одржан 18. јануара 2003. године у Сава центру у Београду, Бјелица је читао Милошевићево писмо упућено из Хашког трибунала. Читање је било прекидано узвицима, звиждуцима и повицима. Писмом је захтевано да се Ивица Дачић искључи из партије. Пошто је прочитао писмо, Бјелица је напустио конгрес заједно са још 40 делегата.
Бјелица је ухапшен у полицијској операцији "Сабља", након убиства председника владе др Зорана Ђинђића 2003. године.
Заједно са искљученим члановима СПС и члановима Удружења "Слобода", Бјелица је основао Социјалистичку партију слободе 2007. године у Београду. Републичка изборна комисија је оспорила листу странке на парламентарним изборима 2008. године. Странка је обрисана из Регистра политичких странака 23. априла 2010. године, пошто није успела да прикупи довољан број потписа за пререгистрацију.
По Милошевићевој смрти 11. марта 2006. године, нашао се на челу одбора за његову сахрану, по жељи Милошевићеве супруге Мирјане Марковић. На испраћају испред Дома Народне скупштине, држао је почасну стражу уз ковчег и одржао говор.:
Дана 25. марта 2013. Први основни суд у Београду ослободио је оптужбе Бјелицу, као првооптуженог, Синишу Вучинића и остале оптужене за ометање хапшења Слободана Милошевића. Бјелица, због болести, није присуствовао суђењу.
Само три дана касније, Бјелица се причестио у свом стану у Београду и умро 28. марта 2013. године. Сахрањен је 30. марта на добановачком гробљу, након опела у цркви Светог Николе у Добановцима. Испраћају је присуствовала трочлана делегација Министарства одбране Републике Србије.
Иза њега су остали супруга Јелена и ћерка Марија.
У серији Породица, снимљеној 2020. године, која прати догађаје око хапшења Слободана Милошевића, лик Богољуба Бјелице тумачи глумац Милош Тимотијевић.